# Petre Grosu
Pour les articles homonymes, voir Grosu.
Petre Grosu (né en Roumanie en 1955) est un ancien joueur et entraîneur de football roumain.
Grosu est surtout connu pour avoir terminé meilleur buteur du championnat de Roumanie lors de la saison 1982-83 avec 20 buts.